# دانشکده شیمی دانشگاه علم و صنعت ایران
دانشکدهٔ شیمی دانشگاه علم و صنعت ایران در سال ۱۳۸۱ خ. (۲۰۰۱ م) به صورت کاملاً مجزا از دانشکدهٔ مهندسی شیمی دانشگاه علم و صنعت ایران تأسیس شد و تنها در مقاطع تحصیلات تکمیلی فعالیت می‌کند. هم‌چنین سالیانه دوره‌های آموزشی شیمی عمومی برای حدود ۱۱۰۰ دانشجوی دیگر رشته‌های دانشگاه علم و صنعت ایران در این دانشکده ارائه می‌شود.

## پیشینه
دانشگاه علم و صنعت ایران که سنگ‌بنای اولیهٔ آن در سال ۱۳۰۸ خ. گذاشته شده بود، در سال ۱۳۲۰ با نام هنرسرای عالی در ۵ رشتهٔ برق، شیمی، معماری، رنگ رزی صنعتی و ماشین سازی به فعالیت خود ادامه داد.

با استمرار فعالیت‌های آموزشی این نهاد علمی و لزوم تجدید ساختار آموزشی آن، در سال ۱۳۴۹ خ. بخش علوم پایه (شیمی، فیزیک، ریاضی) تأسیس شد و گروه شیمی فعالیت‌های خود را در بخش علوم پایه ادامه داد. در سال ۱۳۵۴ خ. این گروه به گروه مهندسی شیمی تغییر نام داد و سرانجام در سال ۱۳۶۴ خ. به دانشکدهٔ مهندسی شیمی با دو گروه آموزشی شیمی و مهندسی شیمی ارتقا یافت. گروه شیمی از سال ۱۳۵۷ خ. اقدام به پذیرش دانشجو در گرایش‌های شیمی معدنی و شیمی‌فیزیک در مقطع کارشناسی ارشد نمود.

مطابق با برنامه‌های توسعه‌ای در دانشگاه علم و صنعت ایران، ایجاد دانشکدهٔ مستقل شیمی در این دانشگاه اجتناب ناپذیر می‌نمود. بدین منظور در سال ۱۳۸۱ خ. با اخذ مجوز لازم از دفتر گسترش وزارت علوم، تحقیقات و فناوری، دانشکدهٔ شیمی دانشگاه علم و صنعت ایران تأسیس گردید.

با پذیرش دانشجو در مقطع دکتری از سال ۱۳۸۸ خ. فعالیت‌های این دانشکده در مقاطع تحصیلات تکمیلی گسترش یافت.

## هیئت علمی و دانشجویان
هیئت علمی این دانشکده شامل ۱۶ استاد، دانشیار و استادیار می‌باشد که فعالیت‌های آموزشی و پژوهشی را در دانشکده کنترل و هدایت می‌کنند.

۸۵ دانشجوی کارشناسی ارشد در سال تحصیلی ۱۳۸۹–۱۳۸۸ در این دانشکده مشغول به تحصیل بودند و از آغاز فعالیت این دانشکده به صورت مستقل تا سال ۱۳۸۸ خ. ۱۹۲ دانشجو از این دانشکده فارغ‌التحصیل شده‌اند.

## مقاطع آموزشی و گرایش‌ها
- کارشناسی ارشد
  - شیمی آلی
  - شیمی معدنی
  - شیمی تجزیه
  - شیمی فیزیک
  - شیمی نانو
- دکتری
  - شیمی آلی
  - شیمی معدنی
  - شیمی تجزیه
  - شیمی فیزیک[۳]

## آزمایشگاه‌ها و کارگاه‌ها

### آزمایشگاه‌های آموزشی
- آزمایشگاه آموزشی شیمی آلی
- آزمایشگاه آموزشی شیمی تجزیه
- آزمایشگاه آموزشی شیمی عمومی
- آزمایشگاه آموزشی شیمی فیزیک

### آزمایشگاه‌های تحقیقاتی
- آزمایشگاه‌های گروه شیمی آلی
  - آزمایشگاه تحقیقاتی سنتز آلی سبز
  - آزمایشگاه تحقیقاتی مواد دارویی و فعال زیستی
  - آزمایشگاه تحقیقاتی شیمی ترکیبات هتروسیکل
- آزمایشگاه‌های گروه شیمی فیزیک
  - آزمایشگاه تحقیقاتی شیمی سطح
  - آزمایشگاه تحقیقاتی الکتروشیمی صنعتی
- آزمایشگاه تحقیقاتی شبیه‌سازی مولکولی
  - آزمایشگاه‌های گروه شیمی معدنی
  - آزمایشگاه تحقیقاتی نانوکاتالیست
- آزمایشگاه تحقیقاتی نانو مواد معدنی
  - آزمایشگاه تحقیقاتی پورفیرین‌ها
- آزمایشگاه تحقیقاتی مواد نانوپروس
- آزمایشگاه‌های تحقیقاتی نمونه‌های حقیقی
- آزمایشگاه شیمی فیزیک معدنی
  - آزمایشگاه تحقیقاتی شیمی کوئوردیناسیون
  - آزمایشگاه تحقیقاتی سنتز مواد معدنی

### کارگاه‌ها
- کارگاه شیشه‌گری[۴]